# Božičany
Božičany è un comune della Repubblica Ceca facente parte del distretto di Karlovy Vary, nella regione omonima.